# Shiva (rappeur)
Pour les articles homonymes, voir Shiva (homonymie) et Arrigoni.
Shiva, de son vrai nom Andrea Arrigoni, né le 27 août 1999 à Legnano, est un rappeur et chanteur italien originaire de Milan.

## Biographie

### Jeunesse
Né à Legnano, il a grandi dans l'arrière-pays milanais, à Corsico. Pendant une courte période, il s'installe en Toscane, une région où il se familiarise avec le street art et la musique, en particulier le rap et le punk.

### Carrière

#### Débuts
Andrea Arrigoni commence à rapper à l'âge de 15 ans. En 2015 à 16 ans, il auto-produit son premier clip vidéo pour son single Cotard Delusion, signe avec le label indépendant Honiro,.

#### Tempo AnimaetSolo(2017-2018)
En 2017, il sort son premier projet intitulé Tempo Anima, où l'on peut y retrouver des collaborations avec Cranio Randagio, Parix Hilton, et Sercho,.
En 2018, Shiva publie son premier album studio nommé Solo,.
On y retrouve des collaborations avec Mostro, Giaime, Oni One, Nerone, et Sercho.

#### Titres:GuaietMon Fre(2019)
En 2019, Shiva publie successivement les singles à succès Guai, Mon Fre en collaboration avec Emis Killa,, Bossoli,, Non sto più in zona en collaboration avec Pyrex du Dark Polo Gang, et Soldi in Nero en collaboration avec Sfera Ebbasta,, qui atteint la 2e place des charts italiens la semaine suivant la sortie du single.

#### RoutineetAuto Blu(2020)
Le 31 janvier 2020, il publie l'EP Routine. L'EP comprend sept titres, dont les singles Calmo en collaboration avec Tha Supreme, lequel se place à la 1re place des charts italiens, et Chance en featuring avec Capo Plaza, qui atteint lui aussi la 1re place des charts italiens. l'EP, lui, atteint la 2de place du Top Albums national.
L'artiste Marracash se trouve également sur le projet, en collaboration sur le titre Milano Ovest.
Le 26 mars 2020, le rappeur sort le single Auto Blu, en collaboration avec Eiffel 65, dûe à l'utilisation d'un sample de Blue (Da Ba Dee),. Le clip vidéo, aujourd'hui supprimé, a comptabilisé plus de 3 millions de vues la semaine de sa sortie, et le single atteint la première place du Top Singles italien.

#### Dolce vita,Dark LoveetMilano Demons(2021-2022)
Le 11 juin 2021, Shiva a sorti son troisième album nommé Dolce vita, sur lequel figurent des collaborations avec les artistes Lil Baby, Paky, et Guè.
Le 24 juin 2022, il sort l'EP Dark Love, contenant une collaboration avec Madame.
La même année, le 25 novembre, il publie son quatrième album, Milano Demons, contenant 20 titres, parmi lesquels on y trouve des featurings avec Lazza, Pyrex, Slings, Bianca Costa, Rhove, Tedua, Sfera Ebbasta, Federica Abbate, Geolier, et Paky.

#### Santana Season(2023)
Le 9 juin 2023, seulement trois jours après son annonce, Shiva dévoile son cinquième album, Santana Season, publié de manière indépendante. Parmi les 13 titres, on y trouve des collaborations avec les artistes Paky, YOVNGCHIMI, Tiago PZK, Geolier, Guè, Luchè, et Sfera Ebbasta.
L'album a atteint la 2e place des charts en Italie en 6 jours, et y est resté pendant 55 semaines.

#### Milano AngelsetAngels & Demons(2024)
Dans la nuit du 6 au 7 septembre 2024, il publie son sixième album, nommé Milano Angels, en référence à son quatrième album, Milano Demons en utilisant les mêmes méthodes de communication,.
Cet album comporte également 20 titres, parmi lesquels figurent des featurings avec NLE Choppa, Paky, Lil Tjay, Tony Boy, Kid Yugi, Mondo Marcio, Geolier, et Tedua.
Le titre Lettera a Draco, lui permet de parler à son fils pour la première fois, car depuis sa naissance, Shiva est en prison.
L'album a atteint la 1e place des charts en Italie en 5 jours, et y est resté pendant 38 semaines. Il a également a été 4e en Suisse, et y est resté pendant 5 semaines.
Le 19 décembre, afin de compléter l'album Milano Angels, il publie l'EP nommé Angels & Demons, comportant un titre en collaboration avec Paky.

#### Santana Money Gang(2025)
Le 11 avril 2025, il sort un album nommé Santana Money Gang en commun avec Sfera Ebbasta, son meilleur ami.
L'album a atteint la 1e place des charts en Italie en 6 jours, et y est resté pendant 7 semaines. Il a également atteint la 3e place en Suisse, en y restant pendant 8 semaines.

## Affaires judiciaires

### Tentative de meurtre
En juillet 2023, Shiva et Rondodasosa se disputent violemment.
En octobre de la même année, alors que Shiva se rendait à son studio, il se fait attaquer par l'équipe de Rondodasosa qui le suivait.
Sur la vidéo de la caméra de surveillance, on peut voir que, à peine descendu de sa voiture, deux personnes cagoulées courent en direction de Shiva, quelques secondes plus tard, on y voit les deux personnes cagoulées sortir du bâtiment en courant, et Shiva juste derrière, leur tirant dessus à plusieurs reprises, avant que les agresseurs ne prennent la fuite en voiture.
Le 26 octobre 2023, il est arrêté par la police milanaise,.
Le 21 février 2024, après quatre mois de détention à la prison San Vittore, le juge lui a accordé une assignation à résidence.
Le 18 mars 2025, suite à un accord avec la Cour d'appel, le juge a réduit la peine de Shiva de 6 ans et 6 mois de prison à 4 ans et 7 mois. Finalement, reconnaissant des circonstances atténuantes pour bonne conduite en résidence surveillée, son assignation à résidence est remplacée par l'obligation de pointage (deux fois par semaine). Shiva n'est plus condamné à la prison.
Il poste, ce même jour, sur Instagram, des photos pour fêter sa libération, notamment auprès de Sfera Ebbasta, son meilleur ami qui l'a soutenu pendant toute cette période.

## Discographie

### Albums studio
- 2017 : Tempo Anima
- 2018 : Solo
- 2021 : Dolce vita
- 2022 : Milano Demons
- 2023 : Santana Season
- 2024 : Milano Angels
- 2025 : SANTANA MONEY GANG (avec Sfera Ebbasta)

### EP
- 2020 : Routine
- 2022 : Dark Love
- 2024 : Angels & Demons

### Singles
- 2016 : Corvi
- 2017 : Buio
- 2017 : Spirito
- 2017 : Luce in strada
- 2017 : Ragazzi miei
- 2017 : Fuoco / Esse
- 2018 : Diego
- 2018 : Santana
- 2018 : Come No
- 2019 : Radar
- 2019 : Guai
- 2019 : Mon Fre (featuring Emis Killa)
- 2019 : Bossoli
- 2019 : Non sto più in zona (featuring Pyrex)
- 2019 : Soldi in Nero (featuring Sfera Ebbasta)
- 2020 : Auto Blu (featuring Eiffel 65)
- 2020 : Take 1
- 2021 : La mia storia
- 2021 : Fendi Belt (featuring Paky)
- 2021 : Non sai niente (featuring Guè)
- 2021 : Take 3
- 2021 : Martin (featuring Headie One)
- 2022 : Pensando a lei
- 2022 : Soldi Puliti
- 2022 : Non è Easy
- 2022 : Niente da perdere
- 2022 : Regina del Block
- 2022 : 3 Stick Freestyle
- 2022 : Take 4
- 2023 : 100 OPPS
- 2023 : Syrup
- 2024 : Milano Shotta Freestyle
- 2024 : First Day Out
- 2024 : Take 5

### En tant qu'invité
- 2015 : Osg15 (Cranio Randagio, featuring Shiva, Ticky B, Bucha, SUERTE, Wazzy)
- 2019 : Tuta Black (Paky featuring Shiva)
- 2019 : Taste (Make It Shake) (Aitch featuring Shiva)
- 2019 : HOLLY & BENJI (AVA featuring Capo Plaza, Shiva)
- 2021 : La zone (Rhove featuring Shiva)
- 2022 : MP 04 Se (Bezubaruh featuring Shiva, Nikku, HARRY)
- 2022 : Purosangue (Luchè featuring Shiva)
- 2022 : Racks (Headie One featuring Shiva)
- 2023 : Gelosa (Finesse featuring Shiva, Sfera Ebbasta, Guè, Drillionaire)
- 2023 : Caramelo (VillaBanks featuring Shiva, Rvfv)
- 2023 : EVERYDAY (Takagi & Ketra featuring Shiva, ANNA, Geolier)
- 2024 : Bad Boy (Finesse featuring Shiva, Capo Plaza, AVA)
- 2025 : GDE WOW (Flaco G featuring Shiva)
- 2025 : Anno Fantastico (Luchè featuring Shiva, Tony Boy)
- 2025 : Società (Tony Boy featuring Shiva)